# Lake Butter
Lake Butler é uma Região censo-designada localizada no estado americano de Flórida, no Condado de Orange.

## Demografia
Segundo o censo americano de 2000, a sua população era de 7062 habitantes.

## Geografia
De acordo com o United States Census Bureau tem uma área de
53,0 km², dos quais 33,5 km² cobertos por terra e 19,5 km² cobertos por água.

## Localidades na vizinhança
O diagrama seguinte representa as localidades num raio de 16 km ao redor de Lake Butler.